# Szymkent
Szymkent (kaz. Шымкент; ros. Шымкент, Szymkient, dawniej Чимкент, Czimkient; również Symkent, Czymkent) – miasto leżące na południowych krańcach Kazachstanu, przy granicy z Uzbekistanem. W mieście rozwinęło się górnictwo i hutnictwo ołowiu, przemysł maszynowy, chemiczny, mineralny, włókienniczy, skórzany (karakuły), spożywczy. Rafineria ropy naftowej; węzeł kolejowy; szkoły wyższe, teatry, muzeum. 
Przez miasto przebiega droga międzynarodowa M32 prowadząca do Taszkentu. 1 005 996  mieszkańców (stan na 01 lipca 2018). W mieście znajduje się port lotniczy Szymkent. Siedziba klubu piłkarskiego Ordabasy Szymkent.

## Miasta partnerskie[3]
- Baiyin
- Chodżent
- Grosseto
- Mohylew
- Pattaya
- Acharnon
- Stevenage
- Izmir
- Eskişehir[4][5]